# Disas gräsfjäril
Disas gräsfjäril (Erebia disa) är en fjärilsart som beskrevs av Carl Peter Thunberg 1791. Disas gräsfjäril ingår i släktet Erebia och familjen praktfjärilar. Enligt den finländska rödlistan är arten sårbar i Finland. Arten är reproducerande i Sverige. Artens livsmiljö är tallmyrar. Inga underarter finns listade i Catalogue of Life.